# ناحية شطحة
ناحية شطحة إحدى نواحي سوريا تتبع إداريّاً لمحافظة حماة منطقة السقيلبية ومركزها بلدة شطحة، بلغ تعداد سكان الناحية 25,273 نسمة حسب التعداد السكاني لعام 2004.

## بلدات وقرى ناحية شطحة
عين جورين، فريكة، الحيدرية (إستركة)، جب الغار، جورين، شطحة التحتا، مرداش، ناعور جورين، نبل الخطيب، قطرة الريحان، ريحانة، مشتى محفوظ.